# Книга, яка сама себе написала
«Книга, яка сама себе написала» («The Book That Wrote Itself») — ірландський кінофільм 1999 року, знятий режисером Ліамом О Мочайном.

## Сюжет
Вінсент Маккен має роман, який ніхто не хоче публікувати. Щоб довести видавцям та його хулітелям, що його книга є значним витвором мистецтв, він вирішує пережити історію зі свого роману. Він наймає режисера, щоб допомогти йому задокументувати, а потім, подивившись матеріал на відео, вирішує, що його роман набагато більше фільм, ніж книга.

## У ролях
- Ліам О Мочайн — головна роль
- Керол Мейєр — головна роль
- Сара Пілкінгтон — головна роль
- Шон Бін — головна роль
- Воррен Бітті — роль другого плану
- Аннетт Бенінг — роль другого плану
- Кеннет Брана — роль другого плану
- Джордж Клуні — роль другого плану
- Катрін Денев — роль другого плану
- Мелані Гріффіт — роль другого плану
- Берні Груммель — роль другого плану
- Аян Маккеллен — роль другого плану
- Чазз Палмінтері — роль другого плану
- Жан Рено — роль другого плану
- Браян Сінгер — роль другого плану

## Знімальна група
- Режисер: Ліам О Мочайн
- Сценарист: Ліам О Мочайн
- Оператори: Берні Груммель, Ліам О Мочайн
- Продюсери: Берні Груммель, Ліам О Мочайн
- Композитор: Пол Двайєр